# Dampvalley-Saint-Pancras
Dampvalley-Saint-Pancras – miejscowość i gmina we Francji, w regionie Burgundia-Franche-Comté, w departamencie Górna Saona.
Według danych na rok 1990 gminę zamieszkiwało 29 osób, a gęstość zaludnienia wynosiła 6 osób/km² (wśród 1786 gmin Franche-Comté Dampvalley-Saint-Pancras plasuje się na 713. miejscu pod względem liczby ludności, natomiast pod względem powierzchni na miejscu 817.).